# MTV Animation
MTV Animation è il dipartimento d'animazione della rete televisiva MTV.

## Storia
Il dipartimento d'animazione di MTV è stato fondato alla fine degli anni '80, quando furono realizzati alcuni cortometraggi animati trasmessi sulla rete. Mentre il dipartimento di MTV è spesso raggruppato con quello di Nickelodeon, le due entità sono completamente separate. La maggior parte delle serie animate di MTV sono note per il loro umorismo oscuro, battute sessuali, violenza grafica, riferimenti alla cultura pop e irriverenza.
In un'intervista presente nel DVD del lungometraggio Beavis & Butt-Head alla conquista dell'America, il creatore Mike Judge ha descritto la MTV Animation come molto ad hoc: Beavis and Butt-Head non avevano un direttore artistico fino a quando il film non è stato realizzato, quindi fino al film non furono mai considerate tavolozze di colori proveniente da una scena all'altra. Nella stessa intervista, la direttrice artistica Yvette Kaplan ha affermato: "tutto si stava sovrapponendo... non abbiamo mai avuto il lusso di vedere una parte [dell'episodio] finita" prima che un altro episodio fosse finito. Molte produzioni animate di MTV non sopravvivono oltre una sola stagione e in alcuni casi vengono cancellate prima del completamento. Le produzioni tra cui Undergrads, Downtown e Clone High sono state molto acclamate, ma nessuna di esse è stata rinnovata oltre la prima stagione, solitamente a causa della mancanza di pubblico o pubblicità. Nel 2001, il dipartimento d'animazione è stato chiuso, con la produzione delle serie animate ora esternalizzate in diversi altri studi. Durante gli anni 2000, MTV avrebbe gradualmente abbandonato la produzione di animazione originale a favore di serie importate, proponendo solitamente repliche di serie televisive provenienti da Comedy Central e Nickelodeon.
Nel 2011, MTV è tornato a produrre animazione per adulti. La sua prima produzione è stata il rilancio di Beavis and Butt-head, presentato in anteprima a ottobre 2011 e rapidamente seguito da Good Vibes, iniziato più tardi nello stesso mese. Nel novembre del 2011, MTV ha rivelato la progettazione di una terza serie animata chiamata Worst Friends Forever di Thomas Middleditch, che Mike Judge avrebbe prodotto, incentrata su tre ragazze adolescenti che girano nella periferia della popolarità e devono fare i conti con cattività e le cotte; la serie ricevette un episodio pilota e furono resi pubblici i concept art dei personaggi. Tuttavia, Good Vibes è stato cancellato a febbraio 2012 a causa di bassi voti, nello stesso giorno in cui è uscito il DVD, Beavis and Butt-head è stato cancellato nel dicembre 2011 e Worst Friends Forever non è stato mai mandato in onda. In un'intervista del settembre 2012, Middleditch ha detto che Worst Friends era "a tutti gli effetti fatto" e "non più nelle mie mani". Nel gennaio 2014, Mike Judge ha affermato che potrebbe lanciare Beavis and Butt-head su un'altra rete.

## Filmografia
| Serie televisiva                  | Creatore/i                                                     | Co-produttore/i | Prima TV USA        |
| --------------------------------- | -------------------------------------------------------------- | --- | ------------------- |
| Stevie and Zoya                   | Joe Horne                                                      | | 1987-1989           |
| Liquid Television                 | Japhet Asher                                                   | Colossal Pictures BIG Pictures Noyes & Laybourne Enterprises BBC Enterprises Titmouse (st. 4)                                                                                               | 1991-1994 2014      |
| Æon Flux                          | Peter Chung                                                    | Colossal Pictures | 1991-1995           |
| Beavis and Butt-Head              | Mike Judge                                                     | J. J. Sedelmaier Productions, Inc. (st. 1) Tenth Annual Industries (st. 2-7) Ternion Pictures (st. 8) Inbred Jed's Homemade Cartoons (episodio pilota) Film Roman (st. 8) Judgemental Films | 1993-1997 2011      |
| The Brothers Grunt                | Danny Antonucci                                                | A.k.a. Cartoon | 1994-1994           |
| The Head - La testa               | Eric Fogel                                                     | | 1994-1996           |
| The Maxx                          | Sam Kieth e Bill Messner-Loebs                                 | | 1995                |
| Daria                             | Glenn Eichler e Susie Lewis                                    | Tenth Annual Industries | 1997-2001           |
| Cartoon Sushi                     | Danny Antonucci e Keith Alcorn                                 | DNA Productions A.k.a. Cartoon | 1997-1998           |
| Celebrity Deathmatch              | Eric Fogel                                                     | Cuppa Coffee Studios (st. 5-6) | 1998-2002 2006-2007 |
| Station Zero                      | Tramp Daly                                                     | Possible Worlds C-Traze Studios Upfront Entertainment | 1999                |
| Downtown                          | Chris Prynoski, George Krstic e Anne D. Berstein               | | 1999                |
| Spy Groove                        | Michael Gans e Richard Register                                | | 2000-2002           |
| Undergrads                        | Pete Williams                                                  | Click Productions Decode Entertainment Helix Animation Teletoon Original Production | 2001                |
| Clone High                        | Phil Lord e Christopher Miller e Bill Lawerance                | Doozer Lord Miller Productions Nelvana Touchstone Television Teletoon Original Production                                                                                                   | 2002-2003           |
| 3 South                           | Mark Hentemann e Steve Callaghan                               | Warner Bros. Animation | 2002-2003           |
| Video Mods                        | Tony Shiff                                                     | Big Bear Entertainment IBC Entertainment | 2004-2005           |
| Wonder Showzen                    | Vernon Chatman e John Lee                                      | PFFR Augenblick Studios | 2005-2006           |
| Where My Dogs At?                 | Aaron Matthew Lee e Jeff Ross                                  | Enough With The Bread Already Productions Six Point Harness | 2006                |
| The Adventures of Chico and Guapo | Orlando Jones, P. J. Pesce e Paul D'Acri                       | One Red Room | 2006                |
| Alejo & Valentina                 | Alejandro Szykula                                              | | 2006-2010           |
| Friday: The Animated Series       | Ice Cube                                                       | New Line Television Cubevision | 2007                |
| DJ & the Fro                      | Dave Jeser e Matt Silverstein                                  | Double Hemm | 2009                |
| Popzilla                          | R.J. Fried Tim Hedrick Jared Miller Kevin Pedersen Dave Thomas | Animax Entertainment | 2009                |
| Good Vibes                        | David Gordon Green Brad Ableson Mike Clements                  | Warner Horizon Television Rough House Not the QB Pro. Six Point Harness Good Humor Television                                                                                               | 2011                |
| Greatest Party Story Ever         |                                                                | Four Peaks Media Group Den of Thieves ShadowMachine | 2016                |